# Даниловские Выселки (Липецкая область)
Дани́ловские Вы́селки — деревня в Тербунском районе Липецкой области России. Входит в состав Тербунского сельсовета.

## География
Деревня находится в юго-западной части Липецкой области, в лесостепной зоне, в пределах Среднерусской возвышенности, к югу от ручья Холопчик (приток реки Олым), на расстоянии примерно 6 км (по прямой) к юго-западу от села Тербуны, административного центра района. Абсолютная высота — 192 м над уровнем моря.
Климат
Климат умеренно континентальный с теплым летом и умеренно морозной зимой. Годовое количество осадков — 450—500 мм. Средняя температура января составляет −9,5 °С, июля — +19,5 °С.
Часовой пояс
Деревня Даниловские Выселки, как и вся Липецкая область, находится в часовой зоне МСК (московское время). Смещение применяемого времени относительно UTC составляет +3:00.

## Население
| 2009 | 2010 |
| ---- | ---- |
| 5    | ↘0   |

## Улицы
Уличная сеть деревни состоит из одной улицы (ул. Луговая).